# Stegnogramma
Stegnogramma är ett släkte av kärrbräkenväxter. Stegnogramma ingår i familjen Thelypteridaceae.

## Dottertaxa tillStegnogramma, i alfabetisk ordning[1]
- Stegnogramma amabilis
- Stegnogramma aspidioides
- Stegnogramma aspleniodes
- Stegnogramma burksiorum
- Stegnogramma calcicola
- Stegnogramma celebica
- Stegnogramma centrochinensis
- Stegnogramma crenata
- Stegnogramma cyrtomioides
- Stegnogramma dictyoclinoides
- Stegnogramma dissitifolia
- Stegnogramma griffithii
- Stegnogramma gymnocarpa
- Stegnogramma huishuiensis
- Stegnogramma intermedia
- Stegnogramma jinfoshanensis
- Stegnogramma leptogrammoides
- Stegnogramma mingchegensis
- Stegnogramma mollissima
- Stegnogramma petiolata
- Stegnogramma pilosa
- Stegnogramma polypodioides
- Stegnogramma pozoi
- Stegnogramma sagittifolia
- Stegnogramma scallanii
- Stegnogramma sinensis
- Stegnogramma sinica
- Stegnogramma subcalcarata
- Stegnogramma tottoides
- Stegnogramma xingwenensis
- Stegnogramma yahanensis